# 久川绫
久川綾（日语：／ Hisakawa Aya，1968年11月12日—），日本女性配音員、歌手。大阪府貝塚市出身。身高159cm，A型血。

## 簡介
久川綾為青二Production旗下，青二塾東京校8期出身。羽衣學園高等學校畢業。
興趣：與狗陪伴進行溫泉之旅、參加貓狗的領養義工活動。特長：與飼主交談、道德勸說等。

### 經歷
大阪府貝塚市出生，從小居住於私鐵水間鐵道的旁邊，與父母一起做五金行的生意。小學1、2年級的時候有一次因為看了在電視上播出的《再見了，宇宙戰艦大和號》對配音員產生憧憬。國中畢業後進入羽衣學園高等學校就讀。國、高中時期是桌球社所屬，兩個時期都曾經擔任主將。
高中時期，她透過勝田聲優學院的函授教育進修學習。自己也是廣播節目《All Night-NIPPON》和《MBS Young Town》的忠實聽眾，即使準備考試也照樣收聽。對本人而言之所以擔任廣播節目主持人的起源來自作為聽眾的經驗。高中畢業後前往東京發展，成為現在所屬經紀公司青二Production旗下聲優養成學校青二塾東京校的第8期生。1年後以見習生（青二是用Junior）加入。2年後，與同期的綠川光、遠藤美彌子及小山裕香都升為準所屬。
而久川自己生涯第一份配音的工作是擔任外國電視影集《說書人》的日語配音。出道作是1988年日本電視動畫《奇天烈大百科》（飾演路人少女A一角）。1989年以《新聖魔大戰》（飾演普琪·奧霖公主一角）第一次常駐演出。同年以《魔法使莎莉 (1989年版)》（飾演春日野菫一角）也常駐演出。
1990年以《至尊勇者》中的美雅·美雅第一次被提拔為女主角，同年以OVA《魔物獵人妖子》中的妖子第一次被提拔為主役。除了這些作品之外，《夠了！阿太郎 (1990年版)》中的要角桃子等等赤塚不二夫原作的改編動畫皆有演出。
1992年至1997年，久川以東映動畫製作、引起當時社會現象的變身魔法少女系列動畫《美少女戰士》系列的主角之一水野亞美（水手水星）廣為人知。
然後1993年OVA《幸運女神》（飾演詩寇蒂）、1994年電視動畫《橘子醬男孩》（飾演鈴木亞梨實）（朝日放送製作）皆有演出。除了從事配音工作之外，也有進行歌手活動和擔任廣播節目主持人。1994年，久川以《美少女戰士》5位主要角色的身份上朝日電視台綜藝節目《 》。
1997年電視動畫《少女革命》中的薰幹第一次演少年開始，在《戰鬥陀螺》（金李）、《幻影天使》（草摩由希）擔任少年的聲音。
2013年，久川為重製的新作動畫《宇宙戰艦大和號2199》登場的角色新見薰配音，這也是她從小夢寐以求的心願。
同事務所的前輩鶴弘美於2017年11月16日去世之後，於翌年（2018年）開始，《七龍珠》系列的的負責聲優由久川繼承。是原作者鳥山明在聽了試聽帶之後，而指定她擔任的。對本人而言似乎是受到前輩（鶴弘美）一方的委託，兩方異口同聲說「沒有人可以抱怨」。

### 人物、逸事
- 本人似乎不記得了，但據說她透過自己主持的廣播節目《久川綾的SHINY NIGHT》說了的言論傳播了「大友」這個用語[7]。
- 年輕時期如果是廣播主持人的話，一位不知她是誰而成為聽眾的一般汽車駕駛會說「久川小姐是地下配音員嗎？」[7]。
- 當久川綾剛立志成為配音員時，她並沒有意識到自己必須要唱歌、廣播和凹版印刷。本來本人不喜歡在公開場合露面，因為作為配音員在麥克風面演表現的工作性質會讓她著迷。當決定要唱《新聖魔大戰》中普琪·奧霖公主的角色歌曲時，她並沒有真正理解「角色歌曲」這個詞本身[7]。
- 對於首張個人專輯的發行，她一開始因為沒有自信而拒絕，但她會見了製作公司的相關人員，並承諾從他們那裡得到充分的支持而採取了行動。至於會執行的另一個的理由是，如果自己在這裡唱歌，當歌手的角色出現時，就能理解這樣的感受。出於同樣的原因，後來自己也進行作詞、作曲，並出版了隨筆集和寫真集[7]。
- 當決定演出《美少女戰士》時，因為失戀了，去駕駛班上課卻拿到了汽車駕照。知道她失戀的父親憂心忡忡，把車子送給了女兒[7]。
- 作為歌手，在公眾場合露面很尷尬，所以在活動中，總是穿著卡通人偶的服裝來矇混過關。因此，她需要一個綽號「卡通人偶聲優」。剛開始當歌手的時候，緊張到有時會跳過歌詞，但是她穿著卡通人偶裝逃跑出現在活動中時，確實接收到了，所以就開始穿著卡通人偶裝了[7]。
- 曾與金元壽子合作演出其它作品，之後金元壽子接替了《美少女戰士》中水野亞美的角色時。久川的反應是：「世代變了，不用擔心我。我會盡量不把《美少女戰士》納入我的代表作中。」 。卻使得金元熱情地談起了對水野亞美的愛[7]。
- 在《幸運女神》會飾演詩寇蒂，是由歌曲的試聽會決定的。她不在乎自己唱的是什麼歌，所以從齊藤由貴唱了《MAY（日语：MAY (斉藤由貴の曲)）》，但是Pony Canyon的製作人須賀正人告訴Pony Canyon的員工時，員工們說「妳大概14歲吧？」，於是就這樣入選了[7]。
- 冬馬由美和井上喜久子是「非常喜歡他們的能力和個性的前輩」，對久川而言就像真正的姐妹一樣感受到愛[7]。
- 於廣播節目《久川綾的SHINY NIGHT》中表現出真實的自我，是因為本身無法接受只能扮演水野亞美這個角色的想法[7]。
- 《庫洛魔法使》中可魯貝洛斯的角色試鏡會，她沒有被接受，因為參與者是一開始決定的。當中參加這場試鏡的配音員大概有250人左右，中斷是違反規則的，會讓其他演員失控，變得一發不可收拾，但是久川作為參與者特地被拉了進來[7]。
- 在《Heartcatch 光之美少女！》中，她負責扮演月影百合／月光天使。自從水野亞美這個角色以來，這是第一次扮演女孩和女孩的動畫女主角，關於她扮演的角色，本人說很高興能夠扮演一直是孩子們夢想的美麗女孩[10]。本來以為這輩子只有一次能遇到大作品，所以她做夢也沒想到能演一個再挑戰演出的美少女，對她而言真的很開心，並且對演戲很投入[11]。

## 演出
粗體字表示主要角色。

### 電視動畫

#### 1990年代及以前
1988年
- 奇天烈大百科（少女A）[注 4]
- （海蒂）

1989年
- 西瓜皮先生（女性社員）
- 奇天烈大百科（櫻井妙子〈第3代〉、學生、小孩、雪乃、光子、阿妙）
- 新聖魔大戰（普琪·奧霖公主[12]）
- 變形金剛V（救助戰士波達、喬伊士）
- 七龍珠Z（琪可）
- 甜蜜小天使 (1988年版)（螢、山田）
- 魔動王（咪咪）
- 魔法使莎莉 (1989年版)（春日野堇）

#### 1990年代
1990年
- 麵包超人（茶花女公主〈初代〉、Frico、馬克杯小子 等）
- 快樂的嚕嚕米一家（人魚）
- 櫻桃小丸子 (第1期)（的女友〈第2代〉）
- 夠了！阿太郎 (1990年版)（日语：もーれつア太郎）（桃子）
- 至尊勇者（美雅·美雅）

1991年
- 勇者鬥惡龍 達伊的大冒險 (1991年版)（雷歐娜[13]）
- 崔普一家物語（拉法葉拉）
- 校園七大不可思議神秘事件（日语：ハイスクールミステリー学園七不思議）（日暮京子、宮澤貴子）

1992年
- 宇宙小超人 3000萬光年尋找母親（日语：ウルトラマンキッズ 母をたずねて3000万光年）
- 蜡笔小新（漫畫家）
- 大草原上的小天使 灌叢嬰猴（桃莉絲·麥克吉爾）
- 美少女戰士（水野亞美／水手水星）
- 幻影真帆（日语：まぼちゃん旅行記）（帕魯魯）

1993年
- 海潮之聲
- 小小男子漢（弘志）
- 美少女戰士R（水野亞美／水手水星）

1994年
- 機動武鬥傳G鋼彈（アキノ）
- 美少女戰士S（水野亞美／水手水星）
- 橘子醬男孩（鈴木亞梨實）

1995年
- 動畫世界的童話（日语：世界名作童話シリーズ ワ〜ォ!メルヘン王国）
- 美少女戰士SuperS（水野亞美／水手水星）
- 魔法騎士雷阿斯（泰塔）

1996年
- 鬼太郎 (第4作)（少女）
- 美少女戰士Sailor Stars（水野亞美／水手水星）
- 魯邦三世：暮色☆雙子座的秘密（日语：ルパン三世 トワイライト☆ジェミニの秘密）（拉拉[14]）

1997年
- 大盜五右衛門（日语：アニメがんばれゴエモン）（八重）
- EAT-MAN（日语：EAT-MAN）
- 少女革命（薰幹）
- 大運動會（柳田一乃）

1998年
- 幸運女神 小不隆咚便利多多（詩寇蒂）
- 庫洛魔法使（可魯貝洛斯〈偽裝型態〉[15]、「鏡」牌）
- 星方遊俠（日语：星方武侠アウトロースター）（兀爾特）
- DT戰士（日语：DTエイトロン）（茱荻）
- 槍神Trigun（蕾萌·賽布雷姆）
- 萬能文化貓娘（曾野亞里莎）
- 名偵探柯南（青島全代）

1999年
- 快感指令（日语：快感・フレーズ）（雪的女友們）
- 週刊故事樂園（日语：週刊ストーリーランド） 老婆婆系列（日语：謎の老婆）（佐藤茜、宗教團體的女性、貴子、町田有紀）
- To Heart（保科智子[16]）
- 迷糊女戰士（安·安西）

#### 2000年代
2000年
- 傀儡師左近（西村星江）
- 神奇寶貝特別篇 超夢！我就在這裏（日语：ポケットモンスター ミュウツー! 我ハココニ在リ）（露娜·卡森）
- 爆裂戰士戰藍寶（冰咖）
- 純情房東俏房客（阿瑪拉·蘇[17]）

2001年
- X（丁）
- 宇宙戰士零（日语：コスモウォーリアー零）（瑪莉奈·沖）
- 地球少女Arjuna（白河小百合）
- NOIR（克洛維）
- 戰鬥陀螺（金李）
- 幻影天使（草摩由希[18]）
- PROJECT ARMS（艾莉絲）
- 魔法少女貓（日语：魔法少女猫たると）

2002年
- 笑園漫畫大王（黑澤美奈茂）
- 阿倍野橋魔法商店街（MuneMune）
- 銀河戰警（福克希福克絲）
- G-on少女騎士團（真田美緒）
- 十二國記（中嶋陽子[19]）
- 天地無用！GXP（魎呼·巴爾達）
- 灰羽連盟（暗森）
- 無敵戰鬥陀螺（金李、桂子老師[20]）
- 花田少年史（小雪）
- 名偵探柯南（甘利亞子）
- 翼神世音（紫東遙）

2003年
- 萬花筒之星系列（莎拉·都普）
- 蠟筆小新（阿正）
- 獸兵衛忍風帖 龍寶玉篇（あざみ）
- 神魂合體（米菈·阿卡曼）
- 偵探學園Q（片桐紫乃、栗原操）
- 戰鬥陀螺G（金李）
- 名偵探柯南（大賀美華）

2004年
- SD鋼彈FORCE（桂子）
- 神魂合體 SECOND SEASON（米菈·阿卡曼）
- 天上天下（棗真夜）
- To Heart ～Remember my memories～（保科智子）
- 遙遠時空 ～八葉抄～（日语：遙かなる時空の中で-八葉抄-）（〈的姊姊〉）
- 忘卻的旋律（金谷蜜里）
- MADLAX（麗美黛·約格）
- 魔法少女奈葉系列（琳蒂·哈洛溫）
- 馳風競艇王（日语：モンキーターン (漫画)）（世良涼子）
- 仙境傳說 THE ANIMATION（塔姬烏絲）
- 洛克人EXE AXESS（五十嵐蘭）

2005年
- 幸運女神（詩寇蒂）
- BLEACH（卯之花烈）
- AIR（神尾晴子[21]）
- 女孩萬歲 second season（彼方）
- 增血鬼果林（雨水文緒）
- 交響詩篇艾蕾卡7（蕾·比姆斯）
- 極上生徒會（蘭堂智惠理）
- 哆啦A夢 (水田山葵版)（雅歐蕾卡公主）
- 冒險王比特系列（奇斯、參謀）
- 野坂昭如 戰爭童話集「我的防空洞（日语：ぼくの防空壕）」（笠松友子）
- LOVELESS（女神）

2006年
- 幸運女神 各自的羽翼（詩寇蒂）
- 我們這一家（阿菊）
- 高機動交響曲GPO（都綾子）
- 銀色的Olynssis（日语：銀色のオリンシス）（賽蓮娜）
- 史上最強弟子兼一（鷹島千尋）
- ZEGAPAIN（艾克·奧伏尼爾）
- 蒼天之拳（潘玉玲[22]、北大路綾）
- TSUBASA翼（可魯貝洛斯）
- 天保異聞 妖奇士（多惠）
- 哆啦A夢 (水田山葵版)（公主、金滿兼子）
- 內閣權力犯罪強制取締官 財前丈太郎（日语：内閣権力犯罪強制取締官 財前丈太郎）（綾野美奈子）
- 貧窮姊妹物語（山田佳子）
- 不可思議星球的☆雙胞胎公主Gyu！（黑漆漆校長）
- 怪醫黑傑克21（百合[23]）
- 怪傑佐羅利（露比）
- 名偵探柯南（堤美里）
- 夢使者（三島美砂子）

2007年
- 幸運女神 戰鬥之翼（詩寇蒂）
- 魔女獵人（喬迪·赫瓦德「蒼瞳」）
- 鐵馬少年（篠崎命的母親）
- 怪物王女（魔女）
- 校園烏托邦 學美向前衝！（貴生川鏡子）
- 風之少女艾蜜莉（愛琳·肯特夫人）
- 金田一少年之事件簿（辻由利亞）
- CLAYMORE（普莉西亞）
- 鬼太郎 (第5作)（アリア·プレスタイン）
- Devil May Cry（妮娜〈帕蒂的母親〉）
- 暗夜魔法使 The ANIMATION（拉拉·穆）
- 忍者乱太郎（楓〈15期、20期〉、女孩）
- 土豆蛋黃醬（春日乃綺蘭）
- 名偵探柯南（立石雫）
- 羅密歐×茱麗葉（鮑西婭[24]）

2008年
- 蠟筆小新（小町）
- 骷髏13 (2008年版)（賽希莉亞）
- 地獄少女 三鼎（山岡美津子）
- 出包王女（宇宙怪物）
- 秘密 ～The Revelation～（青木瑠璃子）
- 哆啦A夢 (水田山葵版)（空野）
- 洋葱和尚朝太郎（日语：ねぎぼうずのあさたろう）（朝太郎的母親、阿玉）
- 乃木坂春香的秘密（乃木坂秋穗〈春香、美夏的母親〉）
- 魔人偵探腦嚙涅羅（黑尾美野）
- 新楓之谷（ルーパン）
- 魍魎之匣（柚木陽子）
- 十字架與吸血鬼（籠目李李子）
- 十字架與吸血鬼 CAPU2（籠目李李子）
- 世界毀滅 ～毀滅世界的六人～（摩露特·阿希埃拉的母親）
- 我家有個狐仙大人（綾〈若女將〉）
- ONE PIECE（羅拉）

2009年
- 青色文學系列「人間失格」（志津子）
- 動物偵探奇魯米（七瀨美雪）
- 黑神 The Animation（小黑的母親）
- 蠟筆小新（新娘）
- 你好 安妮 ～Before Green Gables（露意莎·布朗）
- 大正野球娘。（鈴川八重）
- 信蜂（安·斯恩格、旁白）
- 哆啦A夢 (水田山葵版)（鄰國王女）
- NEEDLESS（荻葉香澄）
- 乃木坂春香的秘密 Purezza♪（乃木坂秋穗〈春香、美夏的母親〉）
- 潘朵拉之心（凱特）
- Phantom ～Requiem for the Phantom～（克勞蒂婭·瑪秋奈）

#### 2010年代
2010年
- 世紀末超自然學院（內田文明的母親）
- 信蜂 REVERSE（安·斯恩格、旁白、安帕葛蘭多社員）
- Heartcatch 光之美少女！（月影百合／月光天使）
- 名偵探柯南（仁地村沙希）

2011年
- X戰警 (2011年動畫)（日语：エックスメン (2011年のアニメ)）（暴風女）
- GOSICK（王妃）
- 寶石寵物 Sunshine（花音媽媽）
- SKET DANCE 學園救援團（的妻子、的小孩）
- 花牌情緣（大江利惠子）
- 轉吧！企鵝罐（多蕗的母親）
- 未來日記（日野日向的母親）

2012年
- 在盛夏等待（霧島七海）
- 向銀河開球（西園寺君江）
- 其中1個是妹妹！（帝野鹿野子）
- 咲-Saki- 阿知賀篇 episode of side-A（愛宕雅枝）
- SKET DANCE（姬子的母親）
- 聖鬥士星矢Ω（索妮亞）
- ZETMAN（天城葉子）
- 美少女死神 還我H之魂！（艾爾梅雅·雷斯托）
- 忍者亂太郎（女忍者）
- 襲來！美少女邪神（八坂賴子）
- 軍火女王 PERFECT ORDER（海克斯）

2013年
- 宇宙戰艦大和號2199（新見薰[25]）[注 5]
- 京騷戲畫（古都[26]）
- 穿透幻影的太陽（太陽日向[27]）
- 探險托里蘭托 -千年真寶-（女高天帝蕾納絲[28]）
- 花牌情緣2（大江利惠子）
- 東京闇鴉（木府亞子）
- 襲來！美少女邪神W（八坂賴子[29]）
- 魔奇少年 The Kingdom of Magic（大聖母[30]）

2014年
- 閃爍的青春（馬淵洸的母親）
- 狼少女和黑王子（佐田瞳[31]）
- JoJo的奇妙冒險 星塵鬥士（蜜特拉[32]）
- 宇宙浪子（水豚獸人[33]）
- Happiness Charge 光之美少女！（月光天使）
- 名偵探柯南（北坂香織）
- 前進吧！登山少女 Second Season（雪村惠〈葵的母親〉[34]）
- 鐵金剛少女Z（阿修羅男爵[35]）

2015年
- 牙狼〈GARO〉-紅蓮之月-（葛子姬[36]）
- 銀魂°（成瀧醫生）
- 攻殼機動隊ARISE ALTERNATIVE ARCHITECTURE（沙特）
- 少年好萊塢 -HOLLY STAGE FOR 50-（日语：少年ハリウッド）（舞山清美）
- 食戟之靈（中百舌鳥絹）
- 絕命制裁X（菲歐娜·蘭·溫徹斯特[37]）
- 吹響吧！上低音號（松本美知惠[38]）
- 大家集合！法爾康學園SC（日语：みんな集まれ!ファルコム学園）（阿瑞安赫德）
- 翻轉☆少女（菊志乃）

2016年
- 偶像學園STARS！（虹野景子）
- 忍者亂太郎（村民）
- 龍族拼圖X（蕾娜）
- 吹響吧！上低音號2（松本美知惠[39]）
- 無彩限的幻影世界（和泉玲奈的母親）
- WWW.WORKING!!（東田幸子）

2017年
- 人渣的本願（安樂岡花火的母親）
- AKIBA'S TRIP -THE ANIMATION-（蘿莉·芭芭拉[40]）
- 鬼平（阿尋）
- ONE PIECE（夏洛特·戚風）
- BanG Dream！（花園野野繪）
- 青春歌舞伎（阿久津詩織）
- 正確的卡多（徭沙羅花的母親）
- 地獄少女 宵伽（山岡美津子）
- 便利商店情人（日语：コンビニカレシ）（本田由香里）
- 魔法使的新娘（羽鳥晶子）
- 泥鯨之子們在沙地上歌唱（泰莎）
- Code:Realize ～創世的公主～（艾蓮）

2018年
- 庫洛魔法使 透明牌篇（可魯貝洛斯[41]）
- 魔法少女 我（卯野紗依[42]）
- 星光頻道（2018～2019，花子）
- 鬼太郎 (第6作)（野篦[43]、轆轤首[44]）
- 前進吧！登山少女 Third Season（雪村惠〈葵的母親〉）
- 邪神與廚二病少女（鬼）
- 宇宙戰艦提拉米斯II（勒布蘭·施皮里[45]）

2019年
- 名偵探柯南（鞍知景子）
- 魔法少女特殊戰明日香（騎士☆法蘭西奴）
- KING OF PRISM -Shiny Seven Stars-（太刀花紫子〈節子〉[46]）
- 卡羅爾與星期二（瑪麗）
- 花牌情緣3（大江利惠子）

#### 2020年代
2020年
- 22/7（瀧川紗幸）
- 神推偶像登上武道館我就死而無憾（咲子）
- 神之塔 -Tower of God-（昆的母親）
- 轉生成女性向遊戲只有毀滅END的壞人大小姐（瑪麗亞的母親）
- 夢夢貓（惡夢女王）
- 富豪刑事 Balance:UNLIMITED（真理子）
- 這是妳與我的最後戰場，或是開創世界的聖戰（米拉蓓爾·露·涅比利斯八世[47]）
- 小碧藍幻想！（席爾瓦[48]）
- 炎炎消防隊 貳之章（圓香尾瀨）
- 總之就是很可愛（有栖川母）

2021年
- 名侦探柯南（竹原佐登子）
- 怪物事變（組）
- 夢夢貓 Mix！（萊拉）
- 偵探已經，死了。（羅絲·貝內特）
- 鍵等（神尾晴子）
- Tropical-Rouge！光之美少女（月影百合／月光天使）
- 異世界食堂2（露西亞）

2022年
- 薔薇王的葬列（塞西莉）
- 明日同學的水手服（真子老師）
- 終末的後宮（三賢者 淑女）
- 這個僧侶有夠煩（魔女）
- Estab-Life Great Escape（シロクマ女囚）
- 聯盟空軍航空魔法音樂隊 光輝魔女（祈的祖母）
- BLEACH 千年血戰篇（卯之花烈／卯之花八千流）

2023年
- 銀砂糖師與黑妖精（艾瑪·哈魯福德）
- 天國大魔境（教師機器人、美奈、醫療機器人）
- 龍族拼圖（阿嚏阿嚏女王、克拉緹拉）
- 總之就是很可愛 第2期（有栖川母）
- 獻祭公主與獸王（卡爾拉）
- 黑暗集會（闍彌彌子、闍彌巫子）

2024年
- 夢想成為魔法少女（奇蹟圈圈）
- 這是妳與我的最後戰場，或是開創世界的聖戰 Season II（米拉蓓爾·露·涅比利斯八世[49]）
- 結緣甘神神社（狐面）

### 電影動畫
1990年
- CAROL（日语：CAROL (アニメ)）（凱洛兒·穆·道格拉斯）
- 魔物獵人妖子（真野妖子）

1991年
- 劇場版 勇者鬥惡龍 達伊的大冒險（日语：ドラゴンクエスト ダイの大冒険 (1991年の映画)）（莉安娜）

1992年
- 勇者鬥惡龍 達伊的大冒險：突破吧!! 新生6大將軍（莉安娜）
- （法娜）

1993年
- 劇場版 美少女戰士R（水野亞美／水手水星）
- 三國志 第二部 燃燒的長江！（小孩的歌聲）
- Make Up！水手戰士（水野亞美／水手水星）

1994年
- 劇場版 美少女戰士S（水野亞美／水手水星）

1995年
- Special Present 亞美的初戀 美少女戰士SuperS 外傳（水野亞美）
- 美少女戰士SuperS：夢想黑洞的奇蹟（水野亞美／水手水星）

1998年
- MAZE☆爆熱時空：天變威脅的大巨人（ヤン·デル）

1999年
- 劇場版 庫洛魔法使（可魯貝洛斯〈偽裝形態〉[50]）
- 劇場版 神奇寶貝：夢幻之神奇寶貝 洛奇亞爆誕（ヨーデル）
- 少女革命 ～思春期默示錄（薰幹）

2000年
- 庫洛魔法使：被封印的卡片（可魯貝洛斯〈偽裝形態〉[51]）
- 劇場版 幸運女神（詩寇蒂）

2001年
- 名偵探柯南：往天國的倒數計時（澤口知奈美[52]）

2002年
- 戰鬥陀螺 THE MOVIE 激戰！小龍VS大地（金李、桂子老師）

2003年
- 翼神世音：多元變奏曲（紫東遙）

2004年
- 名偵探柯南：銀翼的奇術師（矢口雅代）

2005年
- 劇場版 AIR（神尾晴子）

2007年
- 劇場版 BLEACH The DiamondDust Rebellion 鑽石星塵的反叛（卯之花烈、陰）

2008年
- 劇場版BLEACH Fade to Black 呼喚你的名字（卯之花烈）

2010年
- 劇場版 Heartcatch 光之美少女：超級時尚秀在花之都…真的嗎!?（月影百合／月光天使）
- 劇場版“文學少女”（井上心葉的母親）
- 魔法少女奈葉 The MOVIE 1st（琳蒂·哈洛溫）

2011年
- 劇場版 光之美少女 All Stars DX3：傳達到未來！連結世界☆彩虹之花！（月影百合／月光天使）

2012年
- 劇場版 光之美少女 All Stars New Stage：未來的朋友（月影百合／月光天使）
- 魔法少女奈葉 The MOVIE 2nd A's（琳蒂·哈洛溫）

2014年
- 宇宙戰艦大和號2199 星巡的方舟（新見薰[53]）
- 攻殼機動隊ARISE -GHOST IN THE SHELL-（賽德博士[54]）

2016年
- 哆啦A夢：新·大雄的日本誕生（時光巡邏隊隊長）
- 怪物彈珠 THE MOVIE 前往始源之地（神俱土百合）

2017年
- 魔法少女奈葉Reflection（琳蒂·哈洛溫）
- 交響詩篇艾蕾卡7 Hi-evolution（蕾[55]）

2018年
- 劇場版 HUG！光之美少女♡光之美少女 All Stars Memories（月影百合／月光天使[56]）
- 魔法少女奈葉Detonation（琳蒂·哈洛溫）
- 七龍珠超：布羅利（布娜）

2022年
- 七龍珠超：超级英雄（布瑪）

### OVA
1990年
- 超人力霸王塗鴉 歡迎來到超人國度！（日语：ウルトラマングラフィティ おいでよ!ウルトラの国）（梅爾）
- 機動警察（加嶋由紀江 等）
- （夏樹）
- THE八犬傳（濱路）
- 超真實麻雀 麻雀Battle Scramble（日语：スーパーリアル麻雀）（悠）
- 變幻退魔夜行 迦樓羅漫舞！仙台小芥子怨靈歌（日语：カルラ舞う!）（里美）

1991年
- 恐怖新聞（日语：恐怖新聞）（中神綠子）
- 硬派銀次郎（日语：硬派銀次郎）（花子）
- 夢回綠園（由子）
- 恐怖心靈報告 後面的百太郎（日语：うしろの百太郎）（山本佳子）
- 暗黑之貓（日语：ダークキャット）（高圓寺愛美）
- 吹泡糖危機（莉莎）
- 魍魎戰記MADARA（日语：魍魎戦記MADARA）（女孩）

1992年
- 我是傳染留恩。（日语：伝染るんです。） 動畫章節（米奇）
- 幻想敘譚艾爾西亞（日语：幻想叙譚エルシア）（梅耶德）
- 甲龍傳說（日语：甲竜伝説ヴィルガスト）（克莉絲）
- 新·超幕末少年世紀高丸（日语：超幕末少年世紀タカマル）（卡琳·福克斯）
- Hello！刺蝟偵探（桂夢子）
- 萬能文化貓娘（三田村亞里莎）

1993年
- 幸運女神（詩寇蒂）
- 當你回頭時（日语：あなたが振り返るとき）（齋藤水穗）（華名子）
- 艾爾·卡拉爾的遺產（日语：アル・カラルの遺産）（夏娜·提亞）

1994年
- 青空少女隊（羽田美雪）
- I·R·I·A ZEIRAM THE ANIMATION（日语：I・R・I・A ZEIRAM THE ANIMATION）（伊莉亞）
- 鬼切丸（日语：鬼切丸）（萠子）
- DOMINION（日语：ドミニオン (漫画)）（安娜·普納）
- 我不是天使（日语：天使なんかじゃない）（冴島翠）
- 七都市物語 ～北極海戰線～（日语：七都市物語）（瑪琳）
- ！（水野久美）
- 幽幻怪社（小川夏樹）

1995年
- Idol Project（日语：アイドルプロジェクト）（蕾拉·B·希孟斯）
- 學校的幽靈
- 貓眼女槍手（日语：ガンスミスキャッツ#OVA）（碧琪·法拉）
- 黃龍之耳 美那之章（日语：黄龍の耳）（伽奈子）
- 卒業 ～Graduation～（中本靜）
- 魔物獵人妖子²（真野妖子）
- 妖精姬蓮恩（日语：妖精姫レーン）（琳）

1996年
- POWER DoLLS Detachment of Limited Line Service α計劃（哈蒂·紐蘭）

1997年
- 愛麗絲 in Cyberland（日语：ありす in Cyberland）（佐藤久美子）
- 銀河英雄傳說（瑪莉可·馮·菲耶巴哈）
- 魔法王國的俏皮小公主（日语：でたとこプリンセス）（托帕絲）
- 電腦戰隊VOOGIE'S★ANGEL（日语：電脳戦隊ヴギィ'ズ★エンジェル）（Voogie）

1998年
- 魍魎游擊隊（梅崎真紀）
- 秀逗魔導士 EXCELLENT（塔琪安娜·迪瓦多）
- 電腦戰隊VOOGIE'S★ANGEL 外傳～前進吧！超級天使！（Voogie）
- 萬能文化貓娘DASH！（有吉今日子）
- 閃電霹靂車SIN（彩·史丹福）

1999年
- CAROL（日语：CAROL (アニメ)）（凱洛兒）
- High school aura buster（日语：ハイスクール・オーラバスター）（七瀬冴子）
- 危險調查員（白麗）

2001年
- 校園外星人（久川惠）
- 新世紀魔法少女（日语：ぷにぷに☆ぽえみぃ）（我我守七瀨）

2002年
- I'll/CKBC（日语：I'll）（峰藤京子）
- .hack//Liminality（日语：.hack//Liminality）（遠野京子）
- 魔法之星愛美 雲光（香月舞〈第2代〉）
- 名偵探柯南 探索古代恐龍之謎！（旁白）

2003年
- 深海潛艦707R（優[57]）

2004年
- 萬花筒之星 嶄新之翼 -EXTRA STAGE-「沒有笑容又最哀傷的公主」（莎拉·都普）

2005年
- 天上天下 ULTIMATE FIGHT（棗真夜）

2006年
- 萬花筒之星 Legend of phoenix 鳳凰傳說 ～蕾拉·漢米頓物語～（莎拉·都普）
- 鬼公子炎魔（的母親）

2010年
- 文學少女 回憶篇II 朝倉美羽篇 -漫舞天使的鎮魂曲-（井上心葉的母親）

2011年
- 幸運女神 永遠的兩人（詩寇蒂）
- 戰場女武神3 為誰而負的槍傷（莉蒂亞·亞古提[58]）

2012年
- 這樣算是殭屍嗎？OF THE DEAD（妄想優）
- 史上最強弟子兼一（鷹島千尋）[注 6]
- 乃木坂春香的秘密 Finale♪（乃木坂秋穗〈春香、美夏的母親〉）
- One off（春乃母）

2015年
- 絕命制裁X（菲歐娜·蘭·溫徹斯特）[注 7]
- 襲來！美少女邪神F（八坂賴子）

2016年
- 魔法使的新娘 等待繁星之人（羽鳥晶子）[注 8]

2017年
- 宇宙戰艦大和號2202 愛的戰士們（新見薰）[注 9]
- 庫洛魔法使 透明牌篇：小櫻和2隻熊寶寶（可魯貝洛斯〈偽裝形態〉[59]）

### 網路動畫
- ONTAMA！（日语：おんたま!）（2009年，卡比）
- 京騷戲畫（2011年，古都（???）[60]）
- 聖鬥士星矢 黃金魂 -soul of gold-（2015年，莉菲雅[61]）
- BeyWarriors：Cyborg（日语：ベイウォーリアーズ#Webアニメ）
- 擴張少女系三重奏（2017年）

### 遊戲
1989年
- 夢幻戰士III（瓦爾娜）

1991年
- 龍騎士II（日语：ドラゴンナイト）（凱特）[注 10]

1992年
- Star Parodier（日语：スターパロジャー）（接線員 等）
- 卒業 ～Graduation～（中本靜）
- 龍騎士III（凱特）[注 10]
- BABEL（日语：BABEL）（瑟菲亞）
- 魔法少女Silky Lip（日语：魔法の少女シルキーリップ）（伊莎貝拉·阿里圖爾·熱韋索爾格）
- 魔物獵人妖子 ～來自魔界的轉學生～（真野妖子）

1993年
- （艾麗莎·伊爾馬克·阿爾卡薩斯）
- A級雷電戰士 誕生篇（日语：Aランクサンダー 誕生編）（是久斗陽子）
- CALII（雪拉薩特）
- 超真實麻雀PIV（日语：スーパーリアル麻雀#スーパーリアル麻雀PIV）（悠）
- 美少女戰士（日语：美少女戦士セーラームーン (ゲーム)）（水野亞美／水手水星）
- 美少女戰士R（水野亞美／水手水星）
- 美少女夢工場2（女孩）[注 11]
- 魔物獵人妖子 ～遠方來的呼聲～（真野妖子）
- （櫻小路香、金麗華）

1994年
- 凱撒衝擊（日语：カイザーナックル）（萊莎）
- CALIII（雪拉薩特）
- 美少女戰士 Collection（水野亞美／水手水星）
- 美少女戰士S 今天要代替方塊懲罰你！（水野亞美／水手水星）
- FRAY CD ～薩克外傳～（日语：フレイ (ゲーム)）
- 女神天國（日语：女神天国）
- Monster Maker 闇之龍騎士（日语：モンスターメーカー）（玲）
- 露娜 永恆之藍（珍）

1995年
- Element Voice系列(3) 久川綾 ～Forest Sways～（久川綾〈本人飾演〉）[注 12]
- 輝水晶傳說Astal（日语：輝水晶伝説アスタル）（安特瓦絲）
- 卒業Cross World（中本靜）
- SOLID FORCE（日语：ソリッドフォース）（艾莉希亞·卡蘭特）[注 10]
- 美少女戰士 ANOTHER STORY（水野亞美／水手水星）
- 美少女戰士S（水野亞美／水手水星）
- 美少女戰士S Crooklyn（水野亞美／水手水星）
- 美少女戰士S 場外亂鬥!? 主角爭奪戰（水野亞美／水手水星）
- 美少女戰士Sailor Stars 輕飄飄的恐慌（水野亞美／水手水星）
- Private eye dol（日语：プライベート・アイ・ドル）（立花綾華）
- （神谷勇希）

1996年
- 愛麗絲 in Cyberland（日语：ありす in Cyberland）（佐藤久美子）
- （伊莉亞）
- 東方珍遊記（ハッカイ）
- 真愛故事（日语：トゥルー・ラブストーリー）（本多智子）
- 美少女戰士SuperS 全員參加!! 主角爭奪戰（水野亞美／水手水星）
- 美少女戰士Sailor Stars 輕飄飄的恐慌2（水野亞美／水手水星）
- 2
- 女武神傳說 外傳 羅沙的冒險（日语：ワルキューレの伝説 外伝 ローザの冒険）（女武神（日语：ワルキューレ (ゲームキャラクター)））

1997年
- 阿爾納姆之翼 在燒塵之空的彼方（日语：アルナムの翼 焼塵の空の彼方へ）（由娜）
- （亞絲敏）
- 美少女戰士問答（水野亞美／水手水星）
- 冒險奇譚（美緒）
- GRANDREAD（日语：グランドレッド）（凱蒂·薩福德）
- YU-NO 在這世界盡頭詠唱愛的少女（武田繪里子）
- 卒業 Vacation（中本靜）
- 天外魔境 第四默示錄（日语：天外魔境 第四の黙示録）（安）[注 13]
- 特勤機甲隊2（方寬梅）
- 女神天國II（パステル）
- 銀河少女警察 Re-inforce（御堂玲華）
- 夢幻模擬戰I&II（潔西卡）

1998年
- 伊蘇II 失落的伊蘇古國 終章（莉莉亞）[注 13]
- 戀愛物語2（日语：エーベルージュ）（梅兒·布萊恩）
- 火星物語（日语：火星物語）（赤風）
- 個人教授（日语：個人教授 (ゲーム)）（龍宮寺麗美）
- 星海遊俠2 二次進化（蕾娜·蘭佛德）
- 精靈召喚 ～Princess of Darkness～（日语：精霊召喚 〜プリンセス オブ ダークネス〜）（修拉）
- 劍魂（柴香華）
- 速攻學生會（日语：速攻生徒会）（酒井綾）
- 大運動會（柳田一乃）
- 烈火英豪（日语：バーニングレンジャー）（伊利亞·克雷因）
- Prism Court（日语：プリズムコート）（宗田理央）
- 悠久幻想曲 2nd Album（日语：悠久幻想曲#悠久幻想曲 2nd Album）（莉奧·巴克斯特）
- 悠久幻想曲 ensemble（日语：悠久幻想曲#悠久幻想曲 ensemble）（莉奧·巴克斯特）
- 夢幻模擬戰 ～Dramatic Edition～（潔西卡）
- 露娜 永恆之藍2（珍）[注 13]

1999年
- 動畫故事遊戲(1) 庫洛魔法使（可魯貝洛斯）
- 奏（騷）樂都市大阪（日语：ソウ楽都市OSAKA）（叶·綾）
- 鬥神傳 昴（日语：闘神伝#『闘神伝 昴』に登場）（蘭斯洛特）
- To Heart（保科智子）
- 銀河少女警察 The 3rd Planet（御堂玲華）
- 悠久幻想曲 ensemble2（日语：悠久幻想曲#悠久幻想曲 ensemble2）（莉奧·巴克斯特）
- 露娜 永恆之藍2（珍）[注 14]

2000年
- AZITO3（神崎尼德）
- 庫洛魔法使 庫洛牌魔法（可魯貝洛斯）
- 庫洛魔法使 知世的錄影大作戰（可魯貝洛斯）
- 俄羅斯方塊 with 庫洛魔法使 永恆的心（日语：テトリス with カードキャプターさくら エターナルハート）（可魯貝洛斯）
- 悠久組曲 All Star Project（日语：悠久幻想曲#悠久組曲 All Star Project）（莉奧·巴克斯特）

2001年
- AIR（神尾晴子）
- 兒童劇場 美少女戰士世界（水野亞美／水手水星）

2002年
- 笑園漫畫碰將大王（日语：あずまんがドンジャラ大王）（黑澤美奈茂）
- 劍魂II（柴香華）
- .hack系列（瑞秋）
- 劍芒羅曼史II（日语：ロマンスは剣の輝きII）（莉基婭·露絲汀）

2003年
- 笑園漫畫大王Advance（黑澤美奈茂）
- 神魔預言錄（日语：ヴィーナス&ブレイブス〜魔女と女神と滅びの予言〜）
- 召喚夜響曲3（亞爾迪菈）
- 十二國記 -紅蓮之標 黃塵之路-（日语：十二国記 -紅蓮の標 黄塵の路-）（中嶋陽子）
- 白詰草話 -Episode of the Clovers-（日语：白詰草話）（品藤聰美）
- 全民高爾夫4（仁美）

2004年
- 庫洛魔法使〈小櫻牌篇〉 ～小櫻與卡片與朋友～（可魯貝洛斯）
- 決戰III（歸蝶）
- 十二國記 -顯赫的王道 紅綠的羽化-（日语：十二国記 -赫々たる王道 紅緑の羽化-）（中嶋陽子）
- 超級機器人大戰MX（紫東遙）
- Remember11 -the age of infinity-（内海カーリー）

2005年
- 超級機器人大戰MX Portable（紫東遙）
- 卒業 ～Next Graduation～（中本靜）
- 劍魂III（柴香華）
- 天地之門（日语：天地の門）（理樹·琉、理樹·璃）
- FRONT MISSION5 Scars of the War（日语：FRONT MISSION5 Scars of the War）

2006年
- 高機動交響曲GPO 青之章～將信送到光之海～（都綾子）
- JoJo的奇妙冒險 幻影血脈（日语：ジョジョの奇妙な冒険 ファントムブラッド (アクションゲーム)）（艾莉娜·潘德魯頓）
- 卒業 ～2nd Generation～（中本靜）
- 摔角天使 生存者（日语：レッスルエンジェルス サバイバー）（康奈神威、成瀨唯）

2007年
- 空戰奇兵6 解放的戰火（梅莉莎·哈曼）
- Shining Force EXA（日语：シャイニング・フォース イクサ）（梅蓓爾）
- 超級機器人大戰Scramble Commander the 2nd（日语：スーパーロボット大戦Scramble Commander the 2nd）（米菈·阿卡曼）
- Wonderland ONLINE -暗黑禁術-（潔西卡）

2008年
- 加雷特編年史 ～紅輝的魔石～（凡納迪亞）
- 超級機器人大戰Z（蕾·比姆斯）
- 宵星傳奇（茱蒂絲）
- drastic Killer（日语：drastic Killer）（橘瑞穗）
- 乃木坂春香的秘密 開始了，角色扮演♥（乃木坂秋穗）
- Final Approach 2 ～1st priority～（日语：Φなる・あぷろーち2 〜1st priority〜）（／）
- 粉紅劇毒（日语：ポイズンピンク）（露娜雪）
- 人中之龍 登場！ （吉野太夫）
- 摔角天使 生存者2（康奈神威、成瀨唯）

2009年
- 時空幻境 決鬥傳奇（日语：テイルズ オブ バーサス）（茱蒂絲）

2010年
- 伊蘇 -菲爾迦納的誓約-（修女露娜、杜蘭）
- .hack//Link（瑞秋、莫爾卡娜·摩德·根）
- 魔法少女奈葉A's PORTABLE -THE BATTLE OF ACES-（日语：魔法少女リリカルなのはA's PORTABLE -THE BATTLE OF ACES-）（琳蒂·哈洛溫）

2011年
- 英雄傳說 碧之軌跡（雅里安洛德）
- 戰場女武神3 -Unrecorded Chronicles-（莉蒂亞·亞古提）
- 時空幻境 世界傳奇 閃耀神話 3（日语：テイルズ オブ ザ ワールド レディアント マイソロジー3）（茱蒂絲）
- 武裝神姬 BATTLE MASTERS Mk.2（黑龍型MMS·正義）

2012年
- 幻想水滸傳 交織的百年之時（日语：幻想水滸伝 紡がれし百年の時）（洛薛兒·庫雷特）
- 新·光神話 帕爾提娜之鏡（帕爾提娜）
- 心靈照相機～被附身的筆記本～
- 超級機器人大戰OG SAGA 魔裝機神II REVELATION OF EVIL GOD（エルシーネ·テレジア）
- 聖鬥士星矢Ω 終極小宇宙（索妮亞[62]）
- New LovePlus（姊崎菜菜子）
- 二元領域（日语：バイナリー ドメイン）（李菲）
- Phantom -PHANTOM OF INFERNO-（克勞蒂婭·麥肯寧[63][64]）[注 15]

2013年
- 光明之舟（邁亞[65]）
- 超級機器人大戰OG傳奇 魔裝機神III PRIDE OF JUSTICE（日语：スーパーロボット大戦OGサーガ 魔装機神III PRIDE OF JUSTICE）
- 星霜的亞馬遜（日语：星霜のアマゾネス）（領隊[66]）
- 桃色大戰（グランドシスター·ラウラ）
- Unlight（瑪格莉特）
- ∞（艾瑪）

2014年
- 假面騎士 召喚大戰！（日语：仮面ライダー サモンライド!）
- CV ～CASTING VOICE～（日语：CV 〜キャスティングボイス〜）（平澤亞美[67]）
- 夏莉的鍊金工房 ～黃昏海洋之鍊金術士～（娜提·艾爾米納斯[68]）
- 白貓Project（[69]）
- 任天堂明星大亂鬥3DS/Wii U（帕露蒂娜）
- 時空幻境 世界傳奇 戰略同盟（日语：テイルズ オブ ザ ワールド タクティクス ユニオン）（茱蒂絲[70]）
- 電擊文庫 FIGHTING CLIMAX（奇諾[71]）
- 名偵探柯南 幻影狂詩曲[[[Wikipedia:格式手册/链接#章節|錨點失效]]]（蘆原穗積[72]）
- 機械少女Z ONLINE（日语：ロボットガールズZ ONLINE）（阿修羅男爵[73]）

2015年
- 碧藍幻想（席爾瓦）
- 白貓Project（[74]）
- 第3次超級機器人大戰Z 天獄篇（托萊雅·史考特）
- 數碼寶貝物語 網路偵探（岸部理惠[75]）
- 電擊文庫 FIGHTING CLIMAX IGNITION（奇諾）
- 芙蒂希亞戰紀（史緹巴姆、史泰菈、瑪莉亞、由爾碧亞、莉亞、諾吉納姆、哈瑪梅爾、紀莉塔）
- 女神異聞錄4 通宵熱舞（落水鏡花）
- 末世之蝕（羅蓓塔[76]）

2016年
- CLOSERS（藤堂吹雪）
- 巴哈姆特之怒（賽拉芙·瑪娜莉亞、希爾瓦）
- 英雄傳說 空之軌跡 the 3rd Evolution（露希·賽蘭德、雅里安洛德）
- BLEACH Brave Souls（卯之花烈）

2017年
- 英雄傳說 閃之軌跡III（雅里安洛德[77]）
- 闇影詩章（魔術始祖·馬納利亞、機構弓兵）
- HIT -Heroes of Incredible Tales-（艾哈蒂姆）
- 光之美少女連線消除（日语：プリキュア つながるぱずるん）（月影百合／月光天使）
- 人中之龍 極2（狹山薰）

2018年
- 超級七龍珠英雄（〈第2代〉、布娜〈第2代〉）
- 人中北斗（尤莉亞（日语：ユリア (北斗の拳)）、萊拉[78]）
- Sdorica -sunset-（娜雅·羅塞特）
- 英雄傳說 閃之軌跡IV -THE END OF SAGA-（雅里安洛德[79]）
- 人中之龍 Online（狹山薰）
- 時空幻境 鏡光傳奇 Mirrage Prison（日语：テイルズ オブ ザ レイズ）（茱蒂絲）
- 任天堂明星大亂鬥 特別版（帕露蒂娜）
- 星海遊俠：回憶（日语：スターオーシャン:アナムネシス）（蕾娜·蘭佛德）

2019年
- 宵星傳奇 REMASTER（茱蒂絲）
- BLADE XLORD（[80]）
- 庫洛魔法使 快樂回憶（可魯貝洛斯[81]）

2020年
- 七龍珠Z 卡卡洛特（布瑪、特南克斯〈嬰兒〉）
- Fate/Grand Order（德墨忒爾）

2021年
- 寶可夢大師EX（卡露妮）

2024年
- 人中之龍8（狹山薰）

### 廣播劇CD、卡式錄音帶
- 廣播劇CD Eternal Prism 01 （神長瑠衣）
- 青空少女隊 特別篇 ～羽田·三鷹的道中（羽田美雪）
- animateCD精選 裝甲戰士（日语：サイバーボッツ）（阿莉耶塔）
- 飯坂友佳子專輯 YUKAKO LAND（矢萩比奈）
- 伊蘇廣播劇CD 異說 ～另一種的菲爾迦納冒險物語～（修女露娜、伊莎貝拉）[注 16]
- Weiß kreuz Dramatic Image Album III SCHWARZ I（莎莉·修馬茲）
  - Weiß kreuz Dramatic Image Album IV SCHWARZ II（莎莉·修馬茲）
- 宇宙英雄物語（日语：宇宙英雄物語）（吳爾特、平田綾子）
- MM一族（砂戶智子）
- 妖精狩獵者（小宮山愛理）
- 櫻蘭高校男公關部 初代廣播劇CD版（藤岡治斐）
- 有聲RPG 超龍戰記超龍騎士（日语：超龍戦記ザウロスナイト）（妲莉露）
- 廣播劇CD 織田信奈的野望（丹羽長秀）
- 姊姊的3P（日语：お姉ちゃんの3乗）（春崎七夏）
- KAMUI（日语：KAMUI）（瀨能菫）
- 氣象精靈記（日语：気象精霊記） (1) 
  - 氣象精靈記 (2) 
- 今天開始靠蘿莉吃軟飯！（中野夕莉[82]）
- 奇諾之旅 廣播劇CD版（奇諾）
- 久遠之絆 平安篇（泰子）
- 極道君漫遊記2（日语：ゴクドーくん漫遊記）（艾斯梅拉達）
- Shining Force EXA（日语：シャイニング・フォース イクサ） 廣播劇CD（梅蓓爾）
- 星海遊俠2 二次進化系列（蕾娜·蘭佛德）
- 快打旋風ZERO2外傳 最危險的女高中生·櫻（櫻）
  - 快打旋風ZERO2外傳II 櫻，最危險的文化祭（櫻）
- 廣播劇CD Zektbach Drama CD ～The Diary Of Hannes～（薩夏）
- 第二章（ナオ）
- 7SEEDS 幻海奇情（神樂坂美鶴）
- Zero In（日语：ゼロイン）（紋條祁雫）
- 劍之世界SFC2 序章3（帕米爾）
- 劍之世界  廣播劇CD（GM）
- （鹿島翔香）
- Charming（日语：ちゃーみんぐ）（白河茶美）
- TWIN SIGNAL（エモーション）
- 月與闇之戰記（日语：月と闇の戦記）
- DEAR BOYS（森高麻衣）
- 廣播劇CD「宵星傳奇」第1－5卷（茱蒂絲）
- 廣播劇CD Twinkle Saber NOVA（日语：ティンクルセイバー#ドラマCD）（藤代霧瀨）
- 天空忍傳（日语：天空忍伝バトルボイジャー）
- 天翔凰 輪廻轉生篇（幸村美奈）
- 傳說的勇者的傳說（菲莉絲·艾利斯）
- 轟天突擊隊（牧野麻衣）
- 純愛手札 廣播劇CD（鞠川奈津江）
- 龍槍戰記 卡式錄音帶文庫（羅萊納）
- CD劇場 勇者鬥惡龍（日语：CDシアター ドラゴンクエスト）V、VI（瑪莉亞、雪之女王、米蕾尤）
- 聖魔之血（凱特·史考特）
- 6/17秀逗美眉（雨宮由理子）
- （莫妮卡·林布蘭特）
- High school aura buster（日语：ハイスクール・オーラバスター）（七瀨冴子）
- 原聲劇場 特勤機甲隊（哈蒂·紐蘭）
- 棺材、旅人、怪蝙蝠（イレーネ）
- 廣播劇CD 幻影天使（草摩由希）
- 聲優挑戰 Vol.1 -卒業篇-（中本靜）
- 廣播劇CD 花嫁研習社（的母親）
- 蓬萊學園的初戀！（日语：蓬莱学園#CD）（女孩子）
- POPS（原田藥子）
- 魔法少女奈葉StrikerS Sound Stage 02（琳蒂·哈洛溫）
- 可愛動物日記（朝霞鈴乃）
- （池森春香）
- 原聲帶專輯（鳥柄滿子）
- LOVE YOU 我的勇者公主（神田真奈美）
- 流星皇子TOMMY（TOMMY）
- 廣播劇CD 薔薇少女 廣播劇CD版（櫻田紀）
- CD劇場 浪漫俱樂部（日语：浪漫倶楽部）（橘月夜）
- 廣播劇CD 女武神傳說 外傳 羅沙的冒險（日语：ワルキューレの伝説 外伝 ローザの冒険）（女武神（日语：ワルキューレ (ゲームキャラクター)））

### 廣播劇
- 青山二丁目劇場（日语：青山二丁目劇場） 源氏物語（夕顔）
- 伊卡洛斯的誕生日（舞羽）[注 17]
- 京極夏彥廣播劇 『百器徒然袋 風』（日语：京極夏彦ラジオドラマ 『百器徒然袋 』）（梶野美津子）
- 炒蛋[注 18]
- 搞怪拍檔FLASH（瑪雅）
- 花之慶次（松）
- 「花之慶次 ～雲的彼方～」“琉球之章”（利沙）

### 動態漫畫
- VOMIC 信蜂（2009年，安·斯恩格）
- （2012年，草摩由希）[注 19]

### 外語配音

#### 電影
- 俏奶媽俱樂部（英语：The Baby-Sitters Club (film)）（Dawn Schafer〈Larisa Oleynik〉）
- 隔世情緣（英语：Calla (film)）（尹秀真〈金賢珠〉）
- 小奇兵 (1984年電影)（Catarine Towani〈Fionnula Flanagan〉）※DVD版。
- 鬼馬小精靈 (1995年電影)（Amelia Harvey〈Amy Brenneman〉）※DVD、BD版。
- H2O抓鬼節（英语：Halloween H20: 20 Years Later）（莫莉·卡特韋爾〈蜜雪兒·威廉絲〉）
- 辣手美眉（英语：The In Crowd (2000 film)）（Brittany Foster〈Susan Ward〉）
- 星期五末日（Jessica Kimble〈Kari Keegan〉）※VHS版。
- 風騷壞姐妹（英语：Jawbreaker (film)）（Fern Mayo, aka "Vylette"〈Judy Greer〉）
- 莫里斯的情人（板球比賽的觀眾〈海倫娜·博納姆·卡特〉※東京電視台版。
- 大魔域3：飛進未來（英语：The NeverEnding Story III）（妮可〈麥樂蒂·凱（英语：Melody Kay）〉）※影碟版。
- 寵物墳場 ※富士電視台版。
- 這個殺手不太冷（瑪蒂達·蘭多〈娜塔莉·波特曼〉）※VHS、DVD、完整舊錄製版。
- 暴君焚城錄（英语：Quo Vadis (1951 film)）
- 吸煙者（Lisa Stockwell〈Keri Lynn Pratt〉）
- 白雪公主：最美麗的女人（英语：Snow White: The Fairest of Them All）（白雪公主〈克莉斯汀·克魯克〉）

#### 電視影集
- 驚異傳奇（英语：Amazing Stories (1985 TV series)）（Genie James）
- 李小龍傳奇（Linda〈Michael Lang〉）
- 說書人（英语：The Storyteller (TV series)）（Lidia〈Gabrielle Anwar〉）
- 超人力霸王帕瓦德（朱莉·楊〈Robyn Bliley〉）
- 陰松林 (第2季)（Rebecca Yedlin〈妮姆拉·卡爾〉）

#### 動畫
- 小奇兵 (1987年電視動畫)（Latara）※VHS版。
- 米奇與魔豆（Singing Harp／唱歌部分〈Anita Gordon〉）※WOWOW版。
- 小蜜蜂（英语：The Hive (TV show)）（媽媽）
- 101忠狗 (1997年電視動畫)（Anita Radcliffe）
- 藍色小精靈（Hefty Smurf）
- 音速小子（Nicole）
- 星際大戰：DROID的大冒險
- 公主闖天關（月亮蝶舞〈格蕾·德萊勒〉）
- 星際大戰：DROID的大冒險（Auren Yomm Baobab）※DVD版。

### 廣播節目
- Amusement Party First Avenue
- 小學生挑戰放送局（日语：小学生チャレンジ放送局）
- 久川綾的SHINY NIGHT（日语：久川綾のSHINY NIGHT）
- 久川綾的睡衣之夜
- 久川綾的MORE MORE IMPRESSION（日语：ファンタジーワールド）
- MAGUMI（日语：レピッシュ）與綾的G Station XXX
- Radio de Cross Over
- 廣播爆裂戰士戰藍寶
- Niconico音泉TAMAKO！（日语：おんたま!#ニコニコ音泉たまご!）

### 特攝影集
1993年
- THE 奧特曼傳說 TBS錄影帶（旁白）

2014年
- 烈車戰隊特急者（諾雅夫人的配音[83]）
- 烈車戰隊特急者 THE MOVIE 銀河路線SOS（諾雅夫人的配音[84]）

2015年
- 歸來的烈車戰隊特急者 夢之超特急7號（日语：烈車戰隊特急者行って帰ってきた烈車戦隊トッキュウジャー 夢の超トッキュウ7号）（諾雅夫人的配音）
- 烈車戰隊特急者 VS 強龍者 THE MOVIE（諾雅夫人的配音[85]）

2016年
- 手裏劍戰隊忍忍者 VS 特急者 THE MOVIE 忍者 In Wonderland（望月諾雅千代女的配音）

### 綜藝節目
朝日電視台
- （1994年11月3日）－以美少女戰士隊名義出演
- 正月特輯（1996年）－與同行三石琴乃陪同出演
- （ABC製作，2018年8月28日）－旁白

東京電視台
- 澀谷deChu！（日语：渋谷でチュッ!）（1998年）－嘉賓出演
- 優（2002年）－與同行熊井統子陪同為新番動畫《戰鬥陀螺》進行宣傳
- 電視冠軍 秋葉王選手權（2005年9月15日）－與同行井上喜久子陪同出演

其它電視台
- 節目宣傳部長（日语：番宣部長）（AT-X：2007年4月）

### 廣告
- 海腹川背（日语：海腹川背）
- 新·光神話 鏡
- 銀河遊俠藍色星球（日语：スターオーシャン ブルースフィア）
- 七龍珠Z×花王「貝基塔的新挑戰」[86][87]
- 八雲小姐想要餵食（八雲柊子）

### 柏青哥
- CR FEVER星際大戰 達斯·維達降臨（扎姆·維茲爾）
- CR
- CR2

### 其它
- 每日放送 人生（『小林家』『招女』）
- 無止境的殺人（財布：旁白）
- 飛越太空山（廣播）
- 三菱電梯（日语：三菱電機ビルテクノサービス）（舊機種、Grundy之前生產的機種、電梯按鍵Advance V的廣播）
- Heartcatch 光之美少女！音樂劇秀（月影百合／月光天使）
- 先鋒企業製作衛星導行廣播
- AMANO（日语：アマノ）製作的停車證精算機（日语：精算機）廣播
- 漫畫版 爆裂戰士戰藍寶 3D原聲別劇場（コヤクモ）
- 珍說桃太郎傳說（小百合、輝耀姬等腳色的聲音）Hudson Video

## 音樂作品

### 單曲
| 枚數         | 發行日期       | 單曲名稱（日文名稱） | 規格編號   | 最高名次 |
| VAP          | VAP            | VAP                  | VAP        | VAP      |
| ------------ | -------------- | -------------------- | ---------- | -------- |
| 1st          | 1994年7月1日   | Sunday               | VPDG-20560 | 第59名   |
| 2nd          | 1994年12月1日  |                      | VPDG-20581 | 第54名   |
| 日本古倫美亞 |                |                      |            |          |
| 3rd          | 1995年7月21日  |                      | CODC-688   | 第93名   |
| VAP          |                |                      |            |          |
| 4th          | 1996年2月1日   |                      | VPDG-20648 | 第64名   |
| 5th          | 1996年7月1日   |                      | VPCG-82239 | 第85名   |
| 6th          | 1997年12月21日 |                      | VPCG-82108 | 圈外     |
| 7th          | 1998年8月21日  |                      | VPCG-82109 | 圈外     |

### 專輯

#### 原創專輯
| 枚數 | 發行日期       | 專輯名稱（日文名稱） | 規格編號   | 最高名次 |
| VAP  | VAP            | VAP                  | VAP        | VAP      |
| ---- | -------------- | -------------------- | ---------- | -------- |
| 1st  | 1993年12月21日 |                      | VPCG-84216 | 81       |
| 2nd  | 1995年3月1日   | Hi-Ka-Ri             | VPCG-84247 | 30       |
| 3rd  | 1996年3月1日   | for you for me       | VPCG-84272 | 30       |
| 4th  | 1998年3月1日   | wish                 | VPCG-84641 | 圈外     |
| 5th  | 1999年3月17日  | 約束                 | VPCG-84674 | 圈外     |

#### 迷你專輯
| 枚數           | 發行日期      | 專輯名稱（日文名稱） | 規格編號   | 最高名次  |
| 日本CROWN      | 日本CROWN     | 日本CROWN            | 日本CROWN  | 日本CROWN |
| -------------- | ------------- | -------------------- | ---------- | --------- |
| 1st            | 1993年3月21日 | 華奢                 | CRCP-15005 | 圈外      |
| Animage Record |               |                      |            |           |
| 2nd            | 1995年7月21日 | Fantasy              | TKCA-71677 | 第85名    |

#### 原聲帶專輯
| 枚數        | 發行日期     | 專輯名稱（日文名稱） | 規格編號    | 最高名次    |
| Pony Canyon | Pony Canyon  | Pony Canyon          | Pony Canyon | Pony Canyon |
| ----------- | ------------ | -------------------- | ----------- | ----------- |
| 1st         | 1997年1月8日 | MARCHING AYA         | PCCG-00366  | 第80名      |

#### 合輯專輯
| 枚數 | 發行日期      | 專輯名稱（日文名稱） | 規格編號     | 最高名次 |
| VAP  | VAP           | VAP                  | VAP          | VAP      |
| ---- | ------------- | -------------------- | ------------ | -------- |
| 1st  | 1997年3月1日  | PORTRAIT             | VPCG-84627   | 第76名   |
| 2nd  | 2000年2月21日 | decade               | VPCG-84693/5 | 圈外     |

#### 精選專輯
| 枚數 | 發行日期      | 專輯名稱（日文名稱） | 規格編號   | 最高名次 |
| VAP  | VAP           | VAP                  | VAP        | VAP      |
| ---- | ------------- | -------------------- | ---------- | -------- |
| 1st  | 2011年5月18日 | Golden☆Best（ゴールデン☆ベスト）      | VPCC-84175 | 圈外     |

#### Live專輯
| 枚數 | 發行日期       | 專輯名稱（日文名稱） | 規格編號     | 最高名次 |
| VAP  | VAP            | VAP                  | VAP          | VAP      |
| ---- | -------------- | -------------------- | ------------ | -------- |
| 1st  | 1998年12月21日 | LIVE!! 1998          | VPCG-84665/6 | 圈外     |

### 錄影帶／LD
- AYA MAIL
- AYA MAIL 2 青空抱
- AYA MAIL 3 AYA FIRST LIVE
- AYA MAIL 1×2
- AYA MAIL 4 過去悲
- 久川綾大運動
- 久川綾LIVE AT AKASAKA BLITZ
- 久川綾 Live Act Vol.2 “分換”
- THE （旁白）TBS廣播

### 商業搭配
| 樂曲                   | 商業主打                                                    | 時期   |
| ---------------------- | ----------------------------------------------------------- | ------ |
| Sunday                 | RKB每日放送廣播節目《久川綾的睡衣之夜》主題歌曲             | 1994年 |
| !!                     | OVA《》片尾主題曲                                           | 1994年 |
| 青空抱                 | RKB毎日放送廣播節目《久川綾的睡衣之夜》主題歌曲             | 1994年 |
| 青空抱                 | 日本電視台綜藝節目《永遠波瀾萬丈》片尾主題曲                | 1994年 |
| DREAM OF YOU           | OVA《黃龍之耳》片尾主題曲                                   | 1995年 |
| Shiny Day              | 文化放送廣播節目《久川綾的SHINY NIGHT》片頭主題曲           | 1995年 |
| 息眠                   | 萬代Playdia V 主題歌曲                                      | 1995年 |
| 遊道終                 | 文化放送廣播節目《久川綾的SHINY NIGHT》片尾主題曲           | 1996年 |
| 月太陽                 | 日本電視台電視動畫《魯邦三世：暮色☆雙子座的秘密》片尾主題曲 | 1996年 |
| 風                     | 日本電視台電視動畫《魯邦三世：暮色☆雙子座的秘密》劇中插入歌 | 1996年 |
| 心抱                   | 文化放送廣播節目《久川綾的SHINY NIGHT》片尾主題曲           | 1997年 |
| HAPPY BIRTHDAY TO LOVE | 文化放送廣播節目《久川綾的SHINY NIGHT》片尾主題曲           | 1997年 |
| …                      | 文化放送廣播節目《久川綾的SHINY NIGHT》片尾主題曲           | 1998年 |

## 書籍
- ―P-SUKE MY LOVE（繪本）
- AYA―à ya carte（隨筆集）
- VIVACE（寫真集）
- ―P-SUKE FOREVER（繪本）

## 相關項目
- 宮地謙典（日语：ニブンノゴ!#宮地 謙典）－搞笑團體「NIBUNNOGO！」成員，久川綾的表弟。

## 腳註

## 外部連結
- 青二Production公式官網的聲優簡介（页面存档备份，存于） （日語）